# Commissura anterior

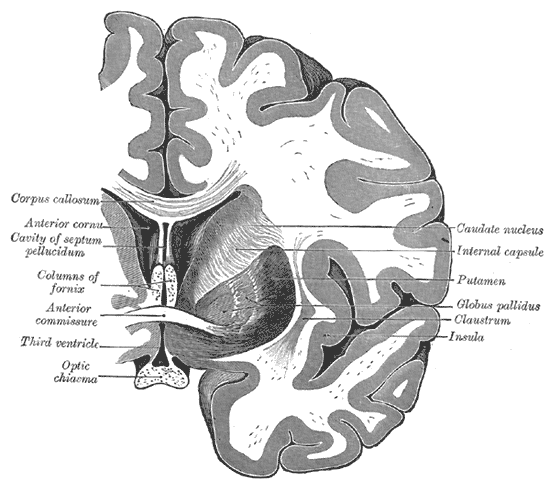
Schema eines Frontalschnitts des Gehirns in Höhe der Commissura anterior („Anterior Commissure“)

Commissura anterior, auch Commissura rostralis (von lateinisch rostrum ‚Schnabel‘), bezeichnet eine der Kommissuren des Endhirns, die als Querbahn unter anderem die beiden Temporallappen miteinander verbindet. Des Weiteren kreuzen hier Anteile der Riechbahn die Seite. Die Commissura anterior befindet sich rostral des dritten Ventrikels über der Lamina terminalis.
Die anderen Querbahnen des Telencephalons sind das Corpus callosum und die Commissura fornicis. Die Commissura habenularis und die Commissura posterior (auch Commissura epithalamica genannt) sind dagegen dem Epithalamus und damit dem Zwischenhirn zugeordnet.
Eine gedachte Verbindungslinie zwischen der Commissura anterior und der Commissura posterior findet in der Neuroradiologie wie auch in der Neurochirurgie Verwendung als Orientierungshilfe (englische Abkürzung „AC-PC line“).

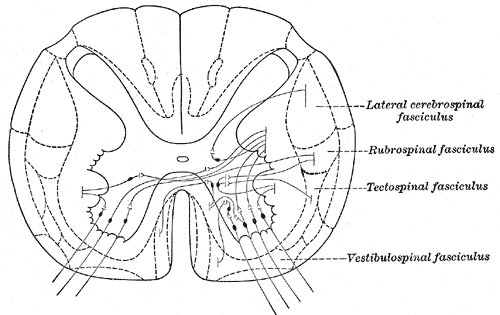
In der Commissura alba anterior des Rückenmarks kreuzen Fasern segmental zur Gegenseite

Der Ausdruck Commissura anterior wird auch in Verbindung mit dem Rückenmark verwendet, für Strukturen nahe dessen Zentralkanal. Als Commissura alba anterior wird ein Teil der vorderen Weißen Substanz nächst der Medianfurche bezeichnet, der auf Segmentebene kreuzende Axone führt. Hier verlaufen auch Fasern von Strangzellen, beispielsweise der – nach Umschaltung von Nozizeptoren auf sie – sekundär-afferenten Neuronen im Hinterhorn, die zum Tractus spinothalamicus lateralis auf der anderen Segmentseite hinüberkreuzen. Des Weiteren kreuzen hier segmental Fasern des Tractus corticospinalis anterior vor der Umschaltung auf α-Motoneurone.
Der zwischen der Commissura alba anterior und dem Zentralkanal gelegene Bereich Grauer Substanz wird Commissura grisea anterior genannt. Er zählt zum Eigenapparat des Rückenmarks und enthält Nervenzellkörper und -fortsätze von Binnenzellen, auch Neuriten der Kommissurzellen.